# اولشن
اولشن (به لهستانی:  Olszyn) یک روستا در لهستان است که در گمینا روکیتنو واقع شده‌است.